# Austine Ikenna
Austine Ikenna Uzoremeke (* 15. August 1993) ist ein nigerianischer Fußballspieler.

## Karriere
Ikenna spielte zunächst in Tunesien beim Club Athlétique Bizertin. Im Januar 2014 wechselte er nach Kenia zum AFC Leopards. Im August 2015 wechselte er nach Norwegen zu Start Kristiansand. Sein Debüt in der Tippeligaen gab er im September 2015, als er am 24. Spieltag der Saison 2015 gegen den Lillestrøm SK in der 67. Minute für Mads Stokkelien eingewechselt wurde. Bis Saisonende kam er zu fünf Einsätzen in der höchsten norwegischen Spielklasse. In der Saison 2016 absolvierte Ikenna drei Spiele in der Tippeligaen. Nach der Saison 2016 verließ er Start im Februar 2017.
Nach drei Jahren ohne Verein wechselte er im Februar 2020 nach Österreich zum Regionalligisten FC Wels. Für Wels kam er zu zwei Einsätzen in der Regionalliga. Im Januar 2021 verließ er den Verein.